# Frederick Bowhill
Frederick William Bowhill, né le 1er septembre 1880 et mort le 12 mars 1960) est un commandant supérieur de la Royal Air Force (RAF) avant et pendant la Seconde Guerre mondiale.

## Carrière au sein de la RAF
Bowhill commence sa carrière comme midshipman dans la marine marchande en 1896. En 1912, il fréquente la Central Flying School et, en 1914, obtient le commandement du transport d'hydravions HMS Empress (en). Il devient commandant de l'escadron no 8 (en) du Royal Naval Air Service en 1915 et commandant de la station Felixstowe du RNAS (en) en 1918. La même année, il assume le commandement de la station North Killingholme du RANS (en).
Après la Première Guerre mondiale, Bowhill ne se repose pas longtemps du service opérationnel. En 1920, il est chef d'état-major du colonel d'aviation Robert Gordon (en) pour la campagne réussie de 1920 au Somaliland. Il devient ensuite commandant du dépôt de la RAF en Égypte en 1925, officier supérieur d'état-major (Air) au quartier général de la RAF en Irak en 1928 et directeur des services d'organisation et d'état-major au ministère de l'Air en 1929. En 1931, il est nommé commandant (Air) du Fighting Area de la Défense aérienne de Grande-Bretagne (en) et, en 1933, devient membre aérien pour le personnel.
Pendant la Seconde Guerre mondiale, il est d'abord commandant en chef (Air) du Coastal Command de la RAF, puis commandant (Air) du RAF Ferry Command. En cette qualité, grâce à sa connaissance de la mer, il détermine correctement la position probable du cuirassé allemand Bismarck à l'aide de l'hydravion Consolidated PBY Catalina, ce qui permet de le couler. Sa dernière nomination avant sa retraite en 1945 est au poste de chef du commandement du transport aérien de la RAF en 1943.

## Décorations et récompenses
- Chevalier grand-croix de l'ordre de l'Empire britannique - 1er juillet 1941[1]
- Chevalier commandeur de l'ordre du Bain - 1er janvier 1936 (CB - 3 juin 1935)[1]
- Compagnon de l'ordre de Saint-Michel et Saint-Georges - 22 décembre 1919[1]
- Ordre du Service distingué - 22 février 1918, barrette - 3 juin 1919[1]
- Membre de la Royal Geographical Society - 19 février 1915[1]
- Citations militaires britanniques - 19 février 1915, 5 avril 1918, 17 mai 1918, 6 août 1918, 3 juin 1919, 22 décembre 1919, 31 mars 1920[1]
- Ordre de Saint-Vladimir, 4e classe avec épées et boucle (Russie) - années 1910[1]
- Commandeur de l'ordre du Sauveur (Grèce) - 1er avril 1920[1]
- Grand-croix de l'ordre d'Orange-Nassau (Pays-Bas) - 24 septembre 1943[1]
- Commandeur de la Legion of Merit (États-Unis) - 27 mars 1945[1]
- Grand-croix de l'ordre de Saint-Olaf (Norvège) - 12 juin 1945[1]
- Grand-croix de l'ordre Polonia Restituta (Pologne) - 12 juin 1945[1]